# Aeronautical Engineers Australia
Aeronautical Engineers Australia (AEA) a été fondée en 1978 à Jandakot Airport, Perth, pour apporter une assistance technique aux opérateurs d'aviation générale en Australie. Un second bureau a été ouvert à Parafield Airport, Adélaïde, et, en août 2000, un bureau central a été ouvert à Bankstown Airport, Sydney, en collaboration avec la société HSJ Aviation.
Outre sa mission d'assistance technique, AEA a développé divers produits, tels des systèmes de recherche magnétométrique, des filets de soute pour des avions cargo légers (Aero Commander 500, Beech King Air 90, Mil Mi-8, etc.), ou des aménagements en avion-ambulance (Pilatus PC-12, etc.).
Plusieurs avions ont été également développés par l'AEA : AEA Maverick, AEA Eagle 150 et AEA Explorer.
Après un accident d'un avion Cessna le 11 août 2003, l'AEA, un ingénieur de l'AEA, et quelques autres compagnies ont été poursuivis par les passagers et des membres de des familles des personnes décédées.